# Barbara Brlec
Barbara Brlec (Domžale, 14 aprile 1972) è un'ex sciatrice alpina slovena.
Prima della dissoluzione della Jugoslavia (1991) gareggiò per la nazionale jugoslava.

## Biografia
La Brlec debuttò in campo internazionale in occasione dei Mondiali juniores di Madonna di Campiglio 1988; tre anni dopo, nella rassegna iridata giovanile di Geilo/Hemsedal 1991, vinse la medaglia d'argento nello slalom gigante. Ottenne il primo piazzamento in Coppa del Mondo il 5 gennaio 1992 a Oberstaufen nella medesima specialità (27ª) e ai successivi XVI Giochi olimpici invernali di Albertville 1992, sua unica presenza olimpica, non completò né il supergigante né lo slalom gigante. Il suo ultimo piazzamento in carriera fu il 21º posto ottenuto nello slalom gigante di Coppa del Mondo disputato il 28 febbraio 1992 a Narvik; non prese parte a rassegne iridate.

## Palmarès

### Mondiali juniores
- 1 medaglia:
  - 1 argento (slalom gigante a Geilo/Hemsedal 1991)

### Coppa del Mondo
- Miglior piazzamento in classifica generale: 106ª nel 1992

### Coppa Europa
- Miglior piazzamento in classifica generale: 9ª nel 1991

### Campionati sloveni
- 1 medaglia (dati parziali)[1]:
  - 1 oro (slalom gigante nel 1991)